# Загородищенський старожил
Загородищенський старожил — ботанічна пам'ятка природи місцевого значення у Золотоніському районі Черкаської області.

## Опис
Розташовано в адміністративних межах Іркліївської сільської громади, с. Загородище, вул. Героїв Крут. Створено рішення Черкаської обласної ради від 03.02.2017 12-9/VII.
Під охороною дуб звичайний (Quercus robur L.), обхват стовбура 4,67 м, висота 37,72 м, вік близько 300 років. Дерево не має пошкоджень, майже досягло граничної висоти. Один з найстаріших дубів в Україні.
| Україна | Це незавершена стаття з географії України. Ви можете допомогти проєкту, виправивши або дописавши її. |